# فرودگاه اس‌ال‌ای‌اف کاتوکوروندا
فرودگاه اس‌ال‌ای‌اف کاتوکوروندا (به انگلیسی: SLAF Katukurunda) یک فرودگاه نظامی است که یک باند فرود آسفالت دارد و طول باند آن ۹۷۵ متر است. این فرودگاه در کشور سری‌لانکا قرار دارد و در ارتفاع ۳ متری از سطح دریا واقع شده است.

## شرکت‌های هواپیمایی و مقصدهای پروازی
| شرکت‌های هواپیمایی   | مقصدهای پروازی                                  |
| ------------------- | ----------------------------------------------- |
| Millennium Airlines | باندرانیکی، راتمالانا                           |
| Open Skies          | Katukurunda-Ratmalana-Koggala-Katunayake-Dondra |
| دورنمای شهری        | راتمالانا                                       |
| Richy Sky lark      | Bentota (Commercial operator)                   |
| Asian Aviation      | راتمالانا                                       |